# Niamh Wilson
Pour les articles homonymes, voir Wilson.
Niamh Wilson, née le 9 mars 1997 à Oakville, Ontario) est une actrice canadienne de cinéma et de télévision connue pour le rôle de Corbett dans Saw III, repris dans Saw V, le film canadien d'horreur The Marsh (en) (2006) et le rôle-titre de la série du Family Channel Debra! (en).

## Biographie
Niamh Wilson commence sa carrière par un rôle dans le pilote de la Warner Brother's Chasing Alice à l'âge de cinq ans. Bien que ce pilote n'ait pas été suivi d'une série, elle y rencontra Ralph Hemecker (en) qui allait la diriger dans Haunting Sarah deux ans plus tard. Son rôle de Sarah Lewis lui vaut un Young Artist Award en 2006. Pendant qu'elle était à Los Angeles pour recevoir son prix, elle et sa mère créèrent un documentaire radiophonique (CBC Radio) pour le programme Outfront (en) Child Star Goes to Hollywood sur leur voyage à Tinseltown. Niamh Wilson fut au générique de l'infortunée série TV Ice Planet (Ice Planet (film) (en) de SpaceWorks Entertainment) où elle interprète la fille du Commander Trager (Michael Ironside),. Elle interprète le rôle-titre de Debra Delong dans la série Debra! du Family Channel produite par Cookie Jar Entertainment en 2010 alors qu'elle n'avait que 12 ans. Le premier épisode a été diffusé le 4 juin 2011. Niamh a reçu le Young Artist Award pour Debra! (en) en mai 2012.

## Filmographie

### Cinéma
- 2005 : Aurora Borealis de James C.E. Burke : Isabelle
- 2006 : The Marsh (en) de Jordan Barker : Little Claire / Rose
- 2006 : Saw 3 : Corbett Denlon
- 2007 : Saw 4 : Corbett Denlon
- 2008 : Saw 5 : Corbett Denlon
- 2009 : Saw 6 : Corbett Denlon
- 2013 : L'Extravagant Voyage du jeune et prodigieux T. S. Spivet : Gracie
- 2014 : Skating to New York de Charles Minsky : Page
- 2014 : Maps to the Stars de David Cronenberg : Sam
- 2018 : Franky (Giant Little Ones) de Keith Behrman : Mouse
- 2019 : Random Acts of Violence de Jay Baruchel : Aurora

### Télévision

#### Téléfilms
- 2003 : Chasing Alice : Young Alice
- 2005 : Plague City: SARS in Toronto : Lindsay
- 2005 : Haunting Sarah : Sarah Lewis
- 2006 : The House Next Door : Belinda Greene
- 2007 : They Come Back : Marley Charles
- 2012 : Frenemies : Brittany
- 2020 : Sous les coups de mon mari : l'affaire Lorena Bobbitt (I was Lorena Bobbitt) de Danishka Esterhazy : Teri

#### Séries télévisées
- 2006 - 2008 : Runaway (7 épisodes) : Susie
- 2009 : Flashpoint (saison 1, épisode 12 : Retraite impossible) : Petra
- 2009 : Heartland (Épisode Little Secrets) : Taylor Kennedy
- 2011 : Falling Skies : Megan
  - (saison 1, épisode 06 : Le Sanctuaire, première partie
  - (saison 1, épisode 10 : Négociation)
- 2011 : Haven (saison 2, épisode 13 : Douce Nuit) : Hadley Chambers
- 2011 - 2012 : Debra! (13 épisodes) : Debra
- 2012 : Ma baby-sitter est un vampire (My Babysitter's a Vampire) (saison 2, épisode 04 : La fièvre des dounts) : Val Mudrap
- 2012 : Warehouse 13 (saison 4, épisode 13 : Jeu de miroir) : Alice
- 2012 : Rookie Blue : Alice
  - (saison 3, épisode 01 : Mea Culpa)
  - (saison 3, épisode 13 : Grands projets)
- 2013 : Hemlock Grove (saison 1) : Shelley Godfrey jolie
- 2014 - 2015 : Degrassi : Nouvelle Génération (23 épisodes dans les saisons 13 et 14) : Jack
- 2015 : Soupçon de magie (2 épisodes) : Amber
- 2015 : Between (3 épisodes) : Lana
- 2023 : Grease: Rise of the Pink Ladies

## Crédits
- (en) Cet article est partiellement ou en totalité issu de l’article de Wikipédia en anglais intitulé « Niamh Wilson » (voir la liste des auteurs).